# Hospital de pobres de Castielfabib

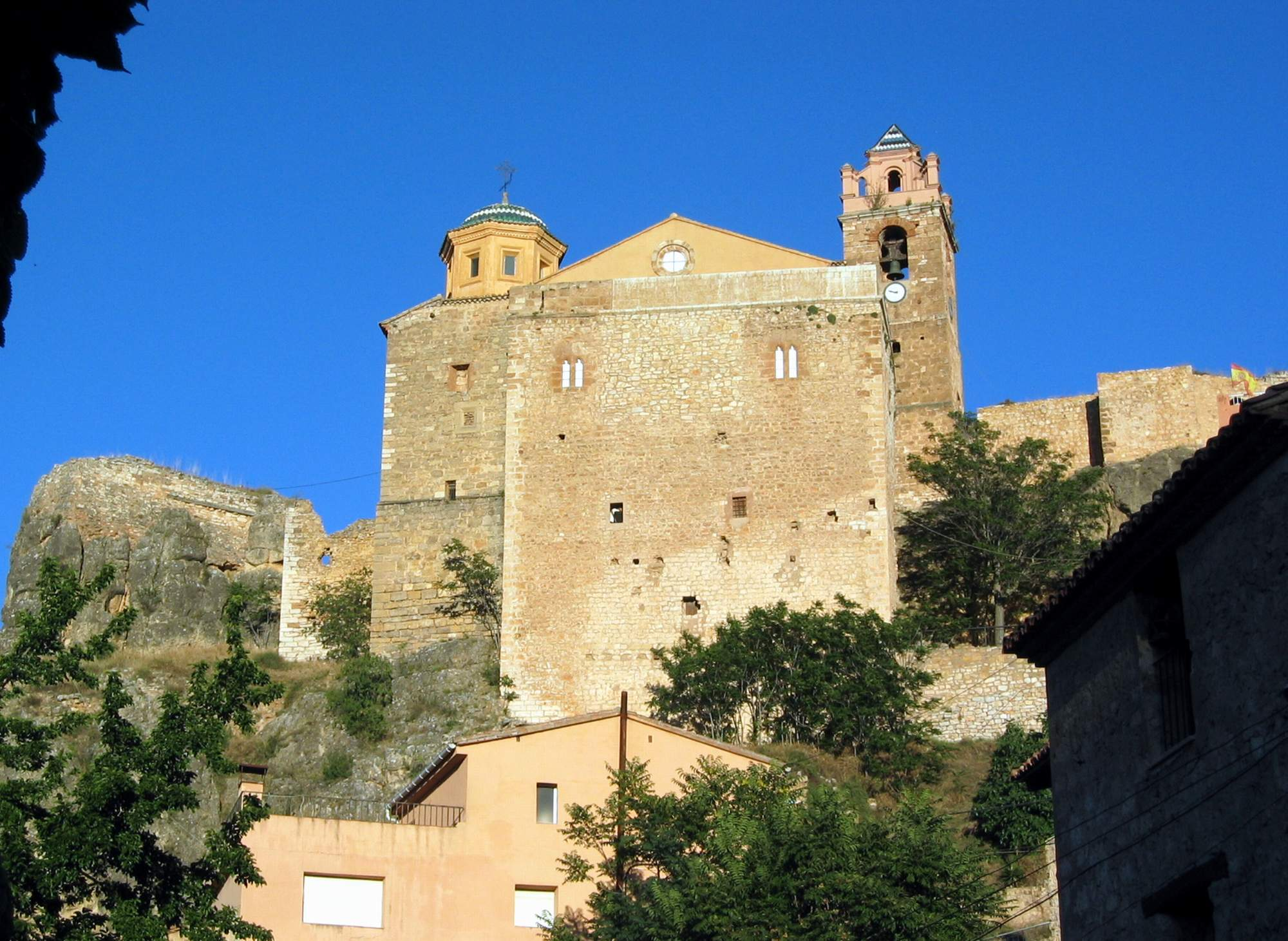
Vista frontal (noroccidental) de la iglesia-fortaleza de Castielfabib (2013).

El hospital de pobres de Castielfabib fue un centro asistencial situado en Castielfabib, provincia de Valencia (Comunidad Valenciana, España).
Construido a finales de la primera mitad del siglo XV, en la actualidad solo quedan vestigios documentales y el nombre de un torreón de la antigua muralla denominado «torre del Hospital».

## Historia
Al comienzo de la cuarta década del siglo XV falleció doña Blanca I de Navarra (1441), hija y sucesora de Carlos III de Navarra, la cual según la tradición local, estuvo arrestada en una torre contigua al castillo de Castielfabib, de ahí que hubiera un torreón en la villa conocido como Torre Blanca. Sin embargo, no existe documentación que lo pruebe y la denominación de dicha torre puede provenir sencillamente del color de la piedra con que estaba construida. Por lo demás, dicha doña Blanca era esposa del infante aragonés, don Juan, a la sazón hermano del rey de Aragón, don Alfonso V el Magnánimo (1416-1458), y madre del célebre príncipe de Viana (1421-1461), a cuya entronización como rey navarro se opuso su padre, lo cual acabaría llevando la guerra civil al reino (1451).

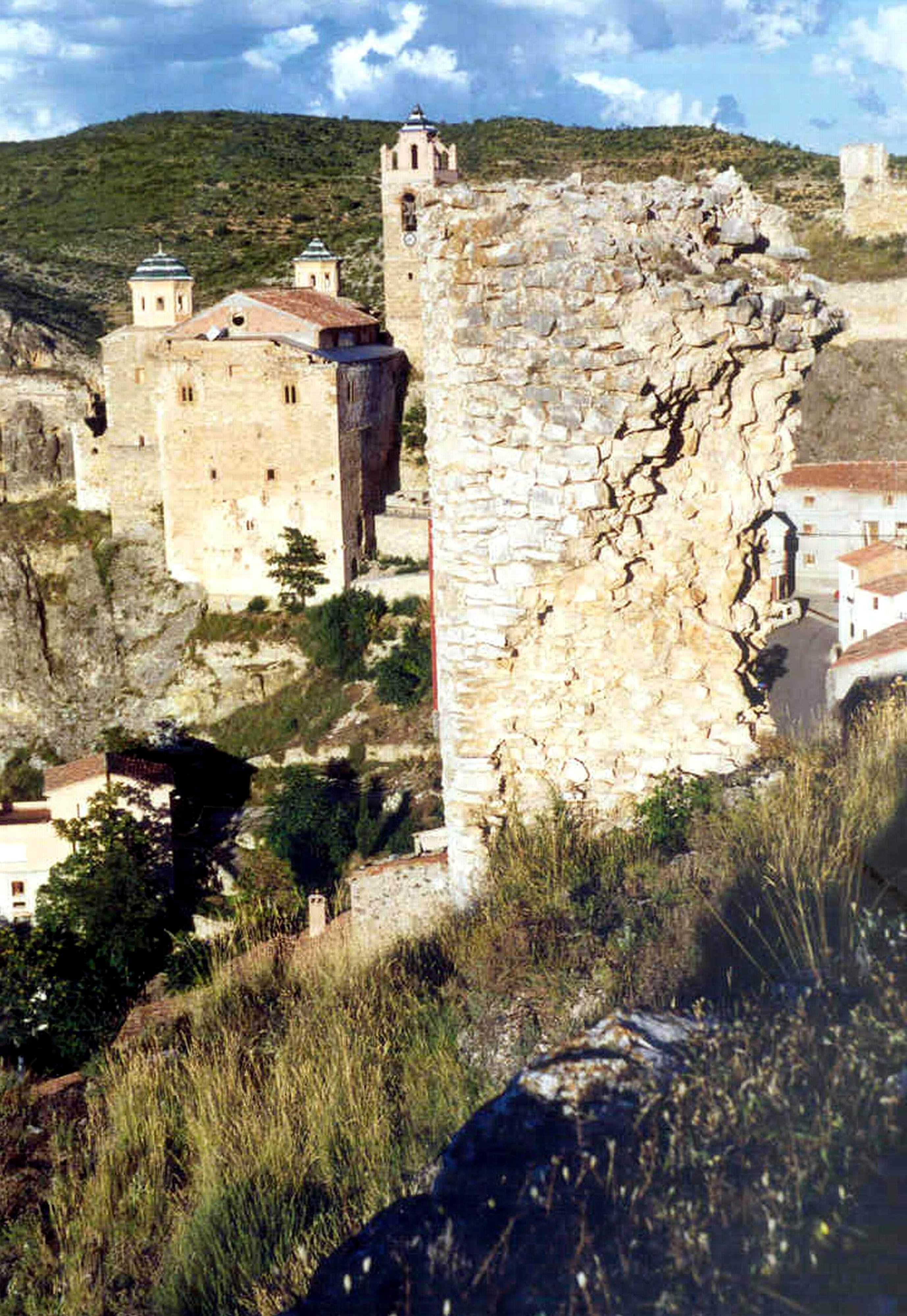
Detalle de la Torre del Hospital en Castielfabib, antes de su restauración, con la Iglesia-fortaleza al fondo (1997).

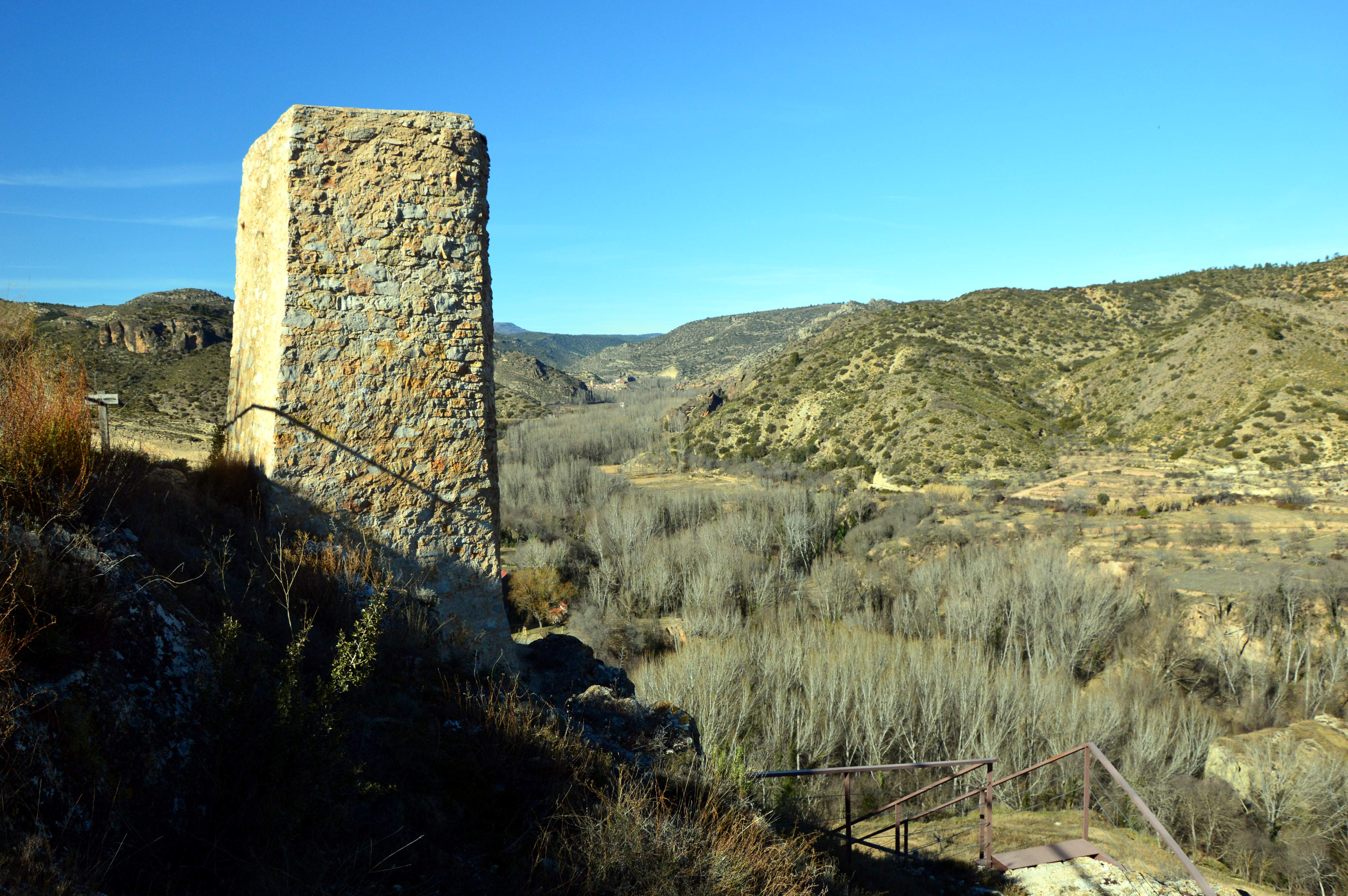
Torre del Hospital en Castielfabib (2019).

Al año siguiente de la muerte de doña Blanca, Alfonso V conquistó Nápoles (2 de junio de 1442); y apenas tres años después, con la batalla de Olmedo del 19 de mayo de 1445, donde lucharon aragoneses y castellanos, concluyó la influencia de los infantes de Aragón en Castilla. De aquella batalla huyeron los infantes don Juan, rey consorte de Navarra, y don Enrique, el cual herido en una mano falleció al poco en Calatayud (Zaragoza). Cabría decir que el rey de Aragón, embarcado en la conquista de Nápoles, había nombrado a su hermano lugarteniente de Aragón y Valencia, encomendándole al tiempo la dirección de los asuntos familiares en Castilla.
En medio de este clima político es cuando se produjo la erección del Hospital de la Villa, probablemente a petición de los representantes de Castielfabib, por el brazo Real o Popular, en las Cortes convocadas en Valencia por Juan II de Aragón 1446.

## Documento fundacional
Se trata de un registro en latín, manuscrito con letra gótica bastarda, cuyo original se conserva en el Archivo del Reino de Valencia [Real, libro 269, fol. 56r], cuyo texto en romance dice a la letra: 

«Nos Iohannes rex... Nos Juan [II], rey... Lo primero es construir hospitales y que existan por humana caridad para que allí/ los pobres de Cristo sean recogidos; por lo tanto porque por nuestro estimado Tomás Comes, notario,/ síndico de los vuestros, de la justicia, de los jurados y de los honrados hombres de la villa de Castro Fabib durante la celebración de las Cortes/ generales que los del reino de Valencia celebramos se nos suplicó que en dicha/ villa nos dignáramos conceder licencia y recursos para edificar un hospital. Vos nos hicisteis/ ver el beneficio que de aquí provendría a los pobres de Cristo y, además, que había que amparar vuestra propuesta ante tan piadosa/ y honesta obra siempre con definitivo derecho real. A vos ya citado, a la justicia, a los jurados, a los hon-/ rados hombres y a la universidad de dicha villa por razón de la presente de forma clara y expresa damos licencia/ y pleno poder en la mejor forma para que podáis y hagáis, en la citada villa y en aquella parte que/ os parezca, constituir y edificar un hospital propio y que al mismo de todos los bienes y derechos/ de realengo podáis dotarlo, y que dichos bienes por dicho señor rey no puedan darse en feudo/ o a terceros libremente y así como sobre este escrito palabra por palabra ponemos para ser sellado/ así mandamos que se prosiga. Datado en Valencia, 1 de julio de 1446».
Aproximación a la Historia del Convento de San Guillermo y noticia del Hospital de la Villa, Alfredo Sánchez Garzón

Por el contenido del manuscrito vemos que el rey comienza reconociendo la necesidad de construir un hospital en Castielfabib, para recoger a los pobres de la villa. La decisión real fue tomada ante la súplica del notario Tomás Comes y la universidad, durante las Cortes Generales celebradas poco antes en Valencia. 
A lo que parece, el notario, síndicos, justicia y hombres honrados de la villa persuadieron al rey de la necesidad que tenían de un hospital adecuadamente dotado, convencidos del beneficio que ello supondría para los pobres de Cristo. Es por ello que ante la bondad de la pía obra, el rey concedió licencia para la erección de un centro propio, a erigir en el lugar que mejor pareciere a los lugareños, dotándolo de lo necesario y al amparo del realengo, con la conducción de que pudiera darse en feudo, o a terceros.

## Los hospitales de pobres en el Reino de Valencia
Desconocemos como pudo ser el hospital de pobres de Castielfabib. Sin embargo, a tenor de las descripciones de los hospitales del Reino de Valencia en el Cuatrocientos, bien podemos imaginar los elementos indispensables que lo componían y su probable distribución.

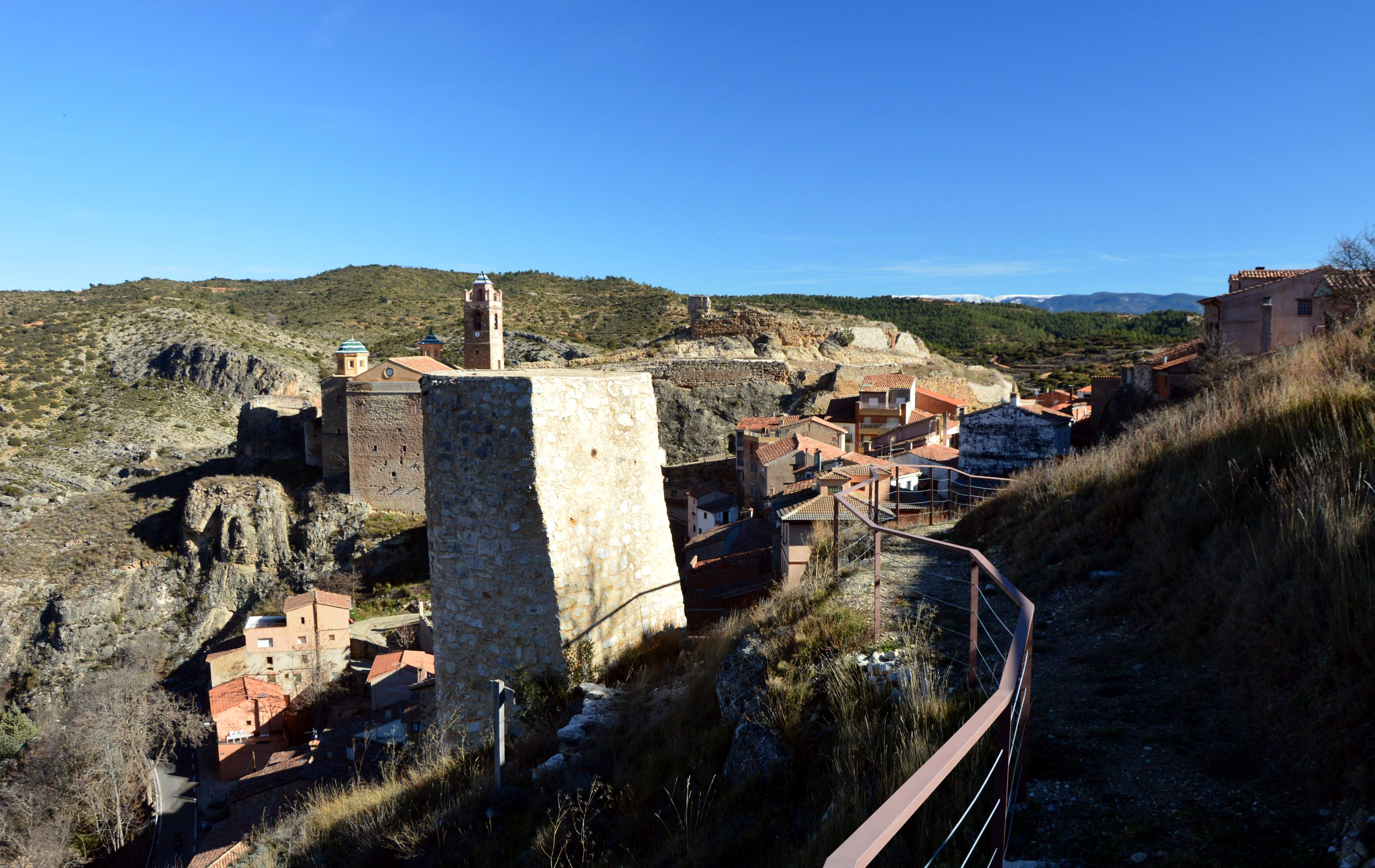
Torre del Hospital en Castielfabib (Valencia), 2019.

Se trataba de un modesto edificio, de una o dos plantas, ubicado en algún punto de la villa, con diversas dependencias. En la planta baja estarían los servicios comunes: la cocina o «pastador», con los útiles necesarios para preparar la comida (calderos, paelleras, ollas, lebrillos, platos, morteros...); la despensa «del pa e vi», para guardar los alimentos, con recipientes para harina, vino y aceite; algún cuarto trastero y probablemente descubierto, para animales, leña, etc. La misma planta podría disponer de otros espacios cubiertos, para la vivienda del cuidador u «hospitalero». El hospitalero se encargaba de mantener aseado el lugar, así como de recoger las limosnas entre el vecindario, pues el hospital se destinaba fundamentalmente a atender a los enfermos más necesitados: pobres, niños abandonados, naturales o «bordes» y transeúntes, etc. La misma planta baja –u otro recinto superior- podemos imaginarla formada por dos salas o «enfermerías», una destinada a hombres y otras para mujeres, donde yacerían en camastros los pobres hospitalizados, separados por sexos. 
El mobiliario sería de lo más humilde, basándose en camas de madera con jergones de cañamazo rellenos de paja, vainas de alubias o maíz «farfollas», lana o pelo de cabra, así como una almohada, sábana, manta o cobertor. Junto a la cama podemos situar un pequeño banco de madera, del que se serviría el paciente o los que le atendieran, para comer o sentarse. En la misma planta podría encontrarse el almacén de las escasas medicinas que hubiera la «apoteca», donde se guardarían también algunos útiles y recipientes para las curas (jofainas, palanganas o aguamaniles), lienzo, paños o vendajes para curar las llagas o aplicar emplastos, etc.

## La capilla del hospital
Otro de los elementos esenciales era la capilla del hospital, ubicada generalmente en edificio anexo e independiente, con escaso mobiliario y de carácter típicamente funerario, ya que su función principal era servir al ritual cristiano de los pacientes fallecidos. Algunas ermitas o capillas actuales, dentro de los pueblos o villas valencianas, respondieron a aquella necesidad, manteniéndose después de desaparecido el recinto hospitalario que los justificaba. Dichas ermitas se hallaban bajo la advocación de algún santo, cuyo título se hacía extensivo al dispensario: tal el caso del hospital de Ademuz, donde hay una capilla que conserva este nombre –Ermita de San Joaquín (Ademuz)-, que se hallaba anexa al primitivo hospital de la Villa]. De ahí que en el callejero de nuestras villas sea habitual encontrar alguna vía con el nombre de calle del Hospital, indicándonos donde se halla el primitivo edificio caritativo. En el caso de Castielfabib existe una zona del pueblo denominada de antiguo con este nombre, ubicada en la ladera nororiental por donde se asciende a la localidad desde la parte de la Ermita de Nuestra Señora de Gracia (Castielfabib), justo entre la carretera de El Cuervo (Teruel) y el actual acceso a la villa por el norte.
Entre el moblaje de la iglesia del hospital no faltaría un ataúd descubierto, especie de caja de muertos con asas y patas, que servía para exponer el cadáver, -después de lavarlo y amortajarlo- y transportarlo al cementerio [en los pueblos del Rincón de Ademuz, hasta mediados o finales del siglo XIX, los difuntos se enterraban habitualmente sin féretro, con una simple sábana como sudario]. De amortajamiento, limpieza y aseo del cadáver, así como de velarlo y de que se celebrara funeral y entierro decentes, se encargaban puntualmente las cofradías o hermandades locales. En Castielfabib consta que existieron varias, entre las que se restauraron dos -«Virgen Santa María» y «Bienaventurado San Guillermo»-, por solicitud de la Universidad, prohombres, vecinos y cofrades, en tiempos de Juan I el Cazador (1387-1396), según gracia otorgada en Valencia (12 de mayo de 1393). 
No sería de extrañar que alguna de estas cofradías estuviera de alguna forma vinculada a la administración del hospital, siendo los mismos clavarios y mayordomos quienes llevaran las cuentas de la institución. Hemos visto también como los obispos de Segorbe, en sus Relaciones ad limina, nombran con frecuencia el hospital de la villa, al igual que hacen con la iglesia y ermitas, signo inequívoco de que éste, en cuanto establecimiento de caridad, se hallaba vinculado a la iglesia. Caso contrario no lo mencionarían los prelados, como no mencionaban otras instituciones locales. En todo caso, a mediados del siglo XVII, poco más de doscientos años después de su fundación, el hospital de pobres de Castielfabib ya era bastante mísero. Pues, según el obispo de Segorbe, fray Francisco Gavaldá y Guasch (1652-1660), en su Relación de (1656), al referirse a Castielfabib anota: «Hospitale satis depauperatum unum...».

## Recursos humanos y materiales
De las limosnas se encargaría el «hospitalero», aunque también podría ser labor de los propios cofrades, quienes pudieron mantener alguna actividad lúdico-religiosa para recaudarlas. Es más que probable también que el hospital recibiera donaciones, en metálico o especie, incluso propiedades de las gentes de la villa, confirmadas por mandas testamentarias, que no dejarían de producir rentas. Incluso que tuviera alguna asignación anual por parte de la universidad o Ayuntamiento de la localidad.
Respecto a las donaciones, tenemos constancia documental de que ciertamente existieron, según consta en el testamento del magnífico «señor Johan de Espejo», vecino y habitador de la Villa de Castielfabib, quien en sus últimas voluntades (5 de septiembre de 1532), dice: «Item quiero que el día de mi defunzión o quando mis marmessores les pareziere (...) que la ropa de mi cassa se dé al espital de Qastelfabi; ropa en valor de quarenta sueldos, para que se abriguen los pobres y rueguen a nuestro Señor Dios por mi alma».
Respecto a las personas que asistían a los enfermos o residentes, además del mencionado hospitalero -también podía ser una mujer «hospitalera»- que servía en el hospital de forma continuada, cabría nombrar otros profesionales de la salud, espiritual y corporal: el párroco y sus ayudantes, el sacristán o «misario» de la parroquia, que recogía testamentos, administraba la extremaunción y oficiaba los entierros; el boticario «apotecario», que preparaba y vendía los medicamentos; el cirujano menor «barbero-sangrador», que se encargaba de pelar barbas, extraer piezas dentarias, abrir abscesos y aplicar las sanguijuelas o «sangrar»; y el médico o «físico», que trataba de curar las enfermedades y de aliviar los padecimientos de los enfermos.
Los hospitales de las villas bajo medievales y renacentistas valencianas disponían habitualmente de un pequeño huerto anexo, donde se cultivaban alimentos y hierbas medicinales. No resulta fácil en Castielfabib, dada su ubicación en lo alto de un cerro de fragoso asiento; sin embargo, si no anexo, pudo tenerlo en algún lugar próximo.

## Comentario final
Con la excepción del documento manuscrito expuesto, nada de lo dicho puede aseverarse de forma fehaciente. Con todo, por lo que conocemos de otros lugares, difícilmente pudo ser de otra manera, pues la función y necesidades de los hospitales de las villas valencianas del siglo XV, XVI y XVII eran similares en todas partes del Reino de Valencia.
Los antiguos hospitales que hubo en el Rincón de Ademuz –Ademuz, Castielfabib, Puebla de San Miguel y Vallanca- fueron instituciones vinculadas a las villas reales, y su función principal era asistir en el trance de la enfermedad y la muerte a los pobres de cada lugar.
Por la forma de funcionar el hospital y las cofradías, podemos deducir que ambas instituciones tenían vínculos comunes, ya que entre las <ordinaciones> de las hermandades estaban la de velar a los enfermos y enterrar a los muertos.
Asimismo, la vinculación de los hospitales de las villas y la diócesis debió ser muy estrecha, hasta el punto que los obispos de Segorbe visitaban e informaban en sus relaciones ad limina del estado de dichas instituciones. Las «Relaciones» ad limina, Petri et Pauli Apostolorum eran los informes sobre el estado espiritual y material de sus diócesis, que los obispos de la Iglesia católica hacían cada cuatro años, para enviarlos o llevarlos personalmente a Roma, donde visitaban las tumbas de los apóstoles Pedro y Pablo.

## Galería

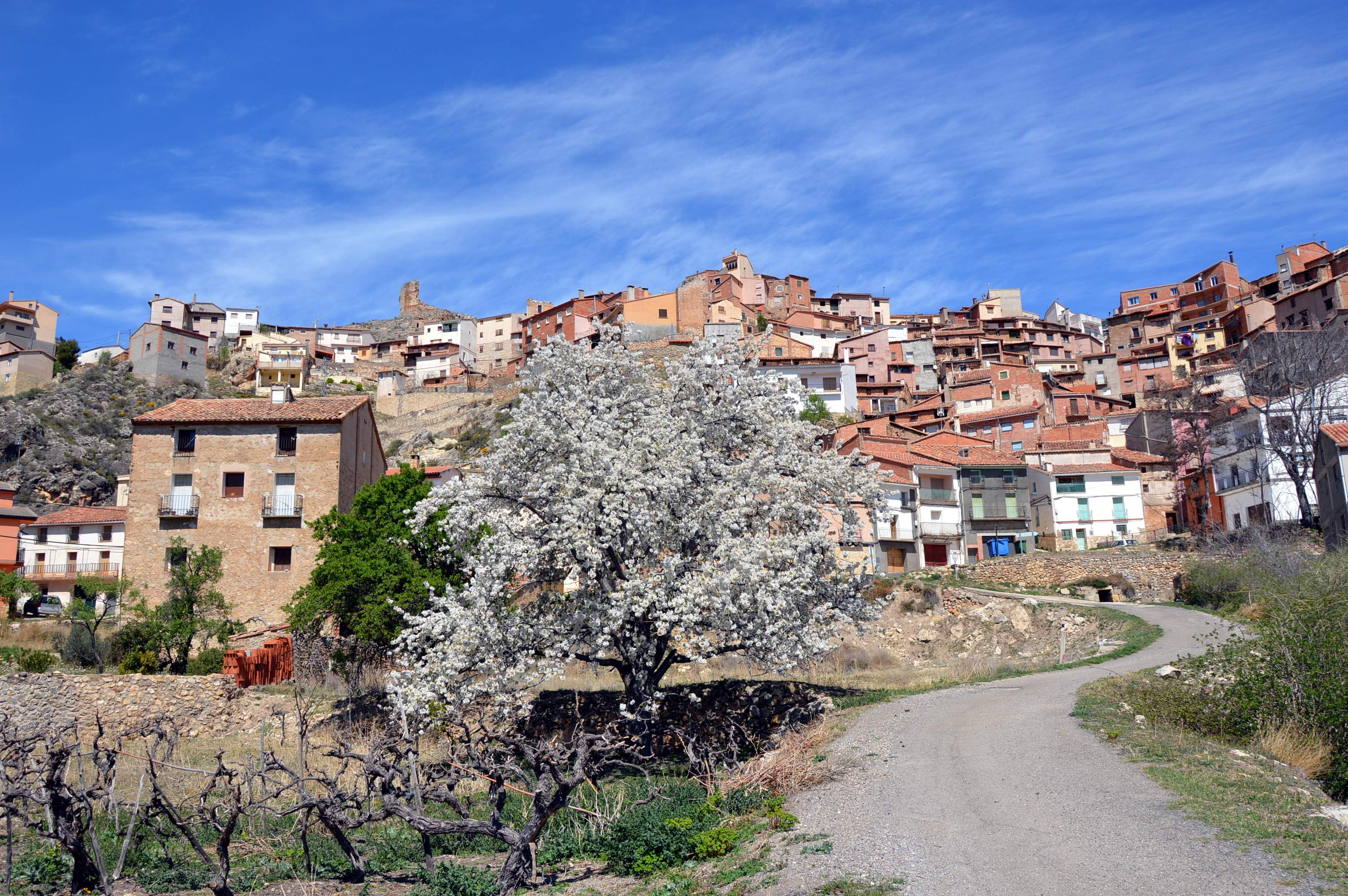
Vista parcial de Castielfabib (Valencia), desde la Vega Zaragoza, con detalle de cerezo en flor (2016).
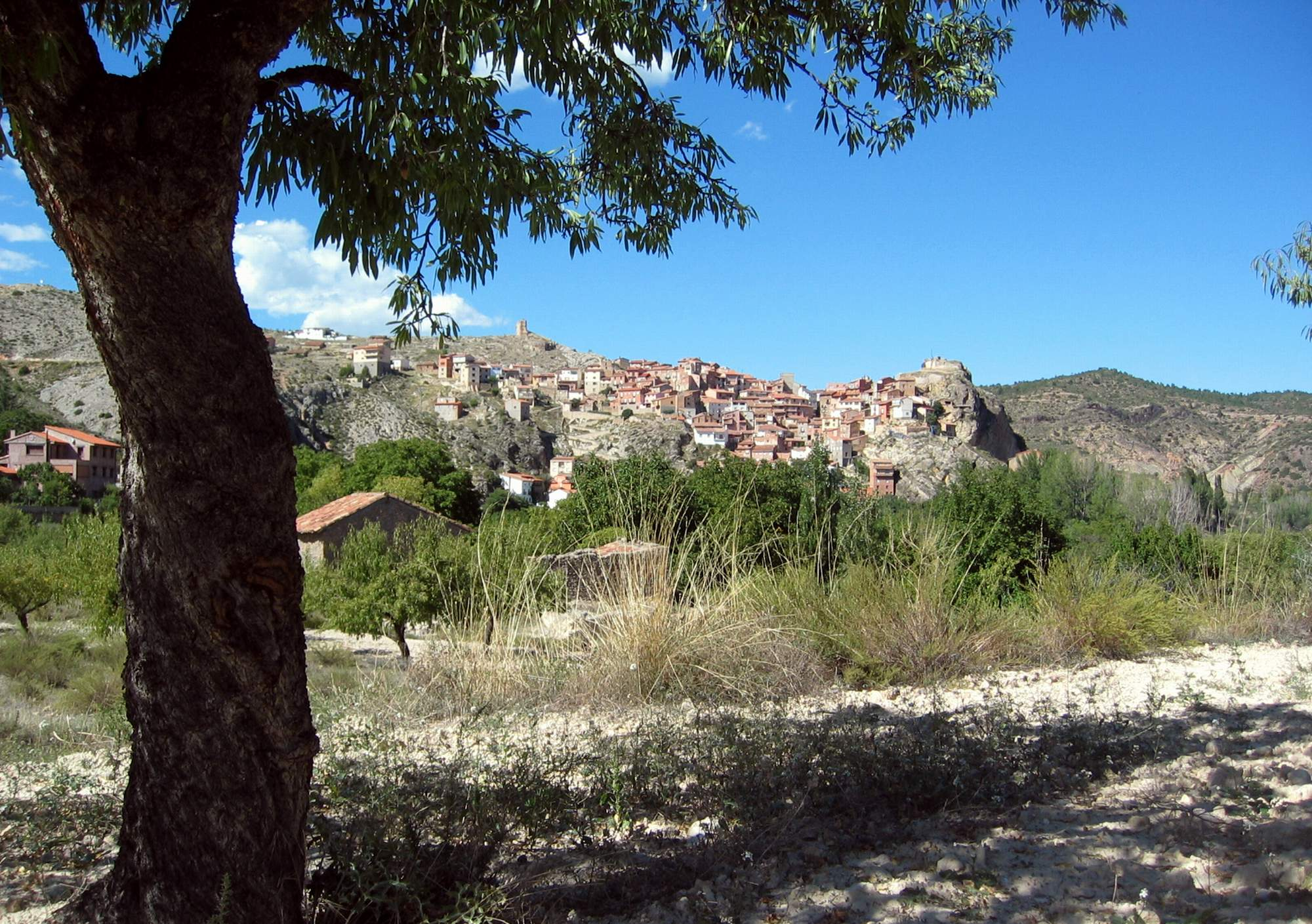
Vista del caserío de Castielfabib, desde Los Planos (2013).
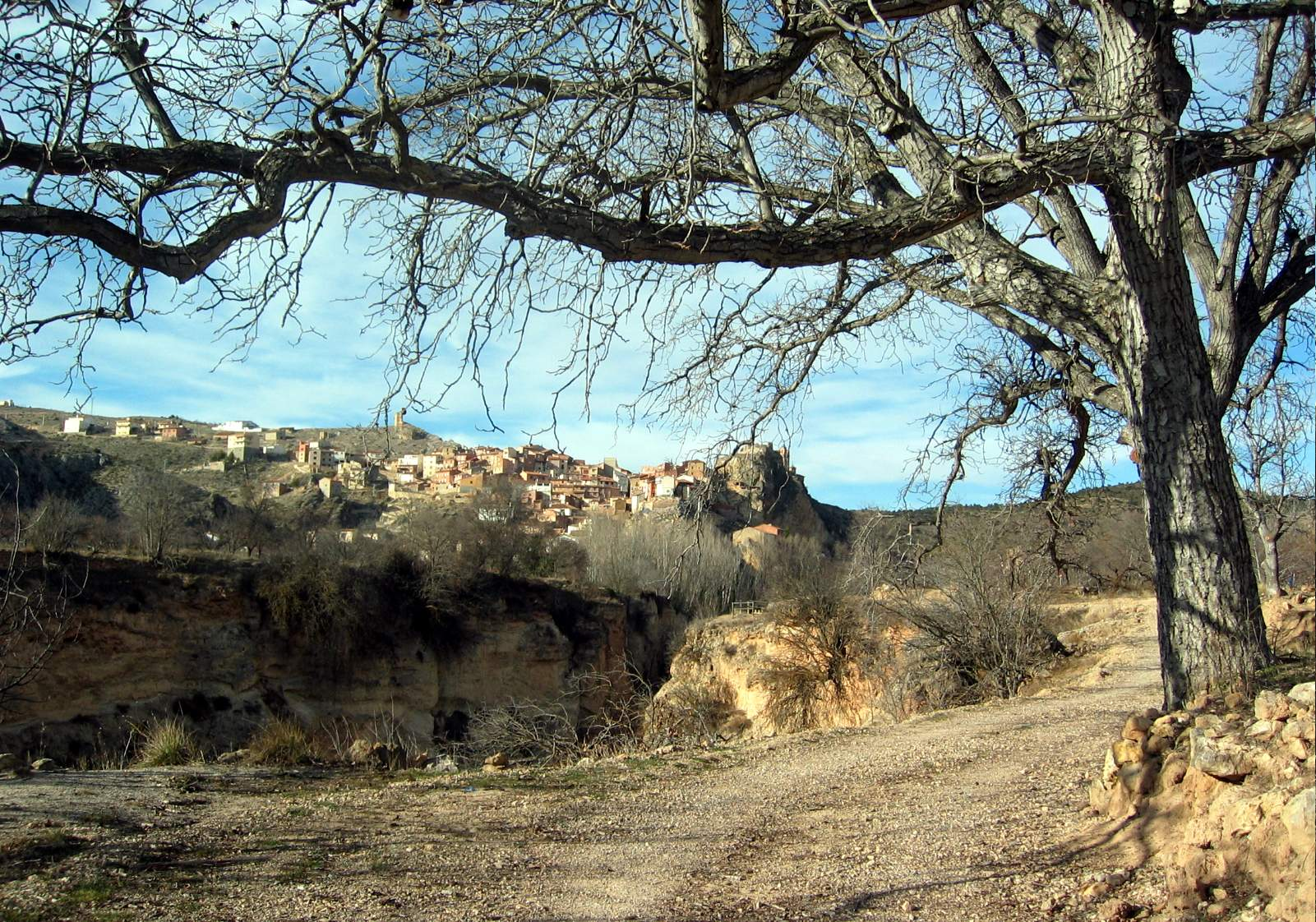
Camino del Hituelo en Castielfabib, con detalle de la villa al fondo (2012).
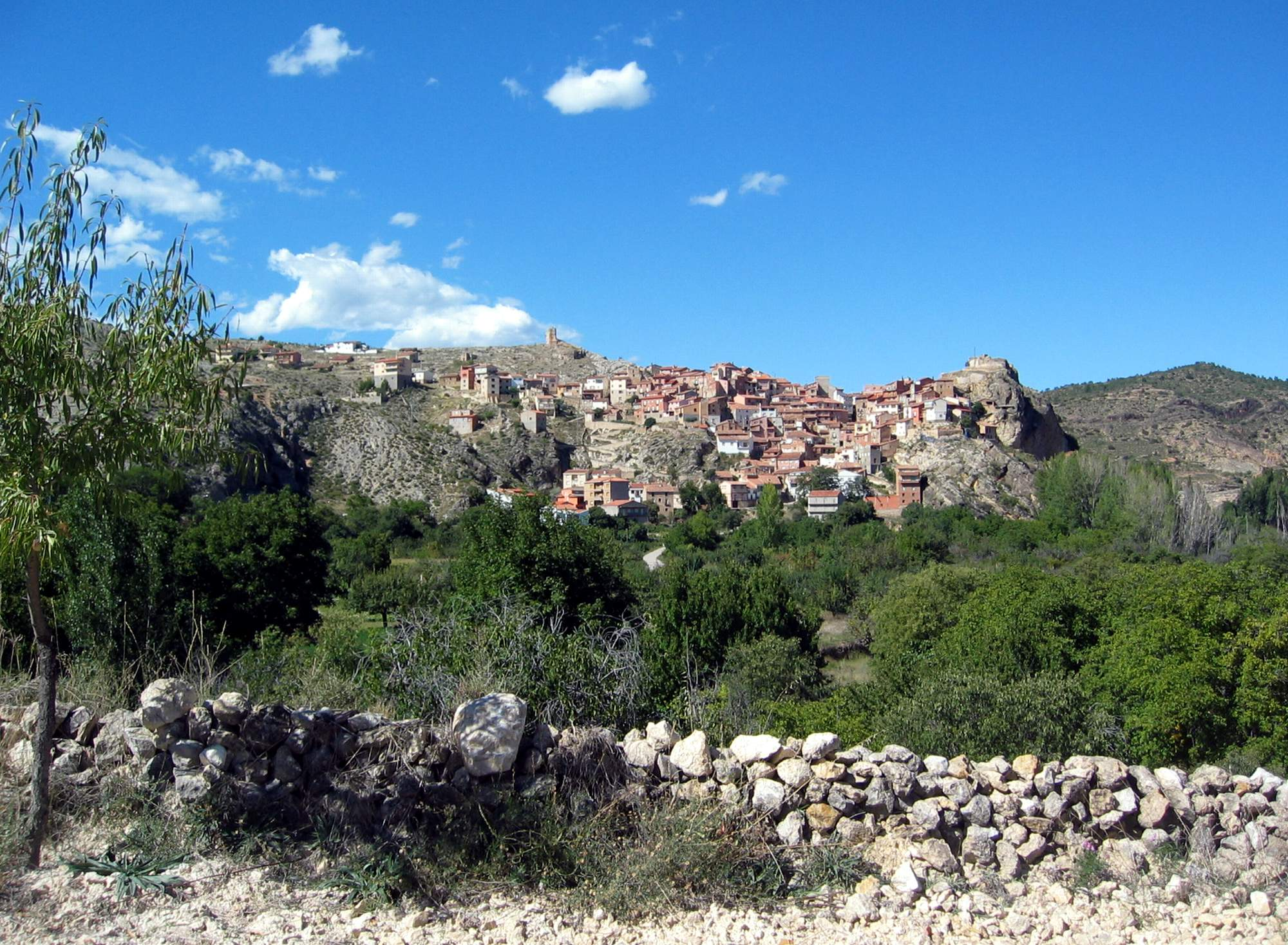
Vista del caserío de Castielfabib, desde Los Planos (2013).